# Casa Piedra Azul
La Casa Piedra Azul, llamada alternativamente la Quinta Piedra Azul o la Casa Wallis, es una edificación de tipo residencial venezolana, ubicada en el Country Club de Caracas. Fue diseñada y construida por Gustavo Wallis Legórburu entre 1935 y 1942.

## Historia
Mientras ejecutaba la construcción de varias edificaciones de la que sería la Urbanización La Castellana, se hicieron movimientos de tierra en las faldas del cerro El Ávila que dejaron al descubierto muchas rocas. Unas piedras de un color particularmente azulado llamaron la atención de Wallis, quien decidió colocar una cantera en el sitio y extraerlas para usarlas como material en la próxima construcción de su residencia personal. Con esto en mente, en 1941 diseñó el inmueble, inspirándose en los trabajos de Frank Lloyd Wright, y que recibiría el nombre del material escogido, sobre una parcela de 2.000 m² en la zona norte de Caracas.
En esta quinta, Wallis continuó expandiendo conceptos previamente explorados en las casas Degwitz y Sucre, decidiendo ahondar en el diseño volumétrico, aprovechando los desniveles del terreno para proyectar salientes blancos con un cuerpo central hecho de piedra. La notoria horizontalidad de la construcción revela la  preocupación del arquitecto por trabajar las fachadas, como elemento para darle forma a la arquitectura de los nuevos urbanismos al este de la ciudad, que se desarrollaron a partir de los años 1940.
Wallis habitó en esta casa durante varias décadas. Actualmente continúa perteneciendo a su familia y se encuentra en un buen estado de conservación.